# Lecoq Seoul Open 2017

El torneo Lecoq Seoul Open 2017 fue un torneo profesional de tenis. Perteneció al ATP Challenger Series 2017. Se disputó en su 3.ª edición sobre superficie dura, en Seoul, Corea del Sur entre el 8 al el 14 de mayo de 2017.

## Jugadores participantes del cuadro de individuales
| Favorito | País                     | Jugador             | Rank1 | Posición en el torneo    |
| -------- | ------------------------ | ------------------- | ----- | ------------------------ |
| 1        | Bandera de China Taipéi  | Lu Yen-hsun         | 56    | Primera ronda            |
| 2        | Bandera de Corea del Sur | Chung Hyeon         | 78    | Baja                     |
| 3        | Bandera de Israel        | Dudi Sela           | 99    | Cuartos de final, retiro |
| 4        | Bandera de Rusia         | Konstantin Kravchuk | 105   | Primera ronda            |
| 5        | Bandera de Canadá        | Vasek Pospisil      | 111   | Segunda ronda            |
| 6        | Bandera de Eslovenia     | Blaž Kavčič         | 123   | Primera ronda            |
| 7        | Bandera de Ucrania       | Illya Marchenko     | 125   | Primera ronda            |
| 8        | Bandera de Bélgica       | Ruben Bemelmans     | 132   | Semifinales              |

- 1 Se ha tomado en cuenta el ranking del de mayo de 2017.

### Otros participantes
Los siguientes jugadores recibieron una invitación (wild card), por lo tanto ingresan directamente al cuadro principal (WC):
- Chung Hong
- Chung Yun-seong
- Hong Seong-chan
- Kim Young-seok

Los siguientes jugadores ingresan al cuadro principal tras disputar el cuadro clasificatorio (Q):
- Félix Auger-Aliassime
- Austin Krajicek
- Daniel Nguyen
- Shuichi Sekiguchi

## Campeones

### Individual masculino
- Thomas Fabbiano derrotó en la final a  Kwon Soon-woo, 1–6, 6–4, 6–3

### Dobles masculino
- Hsieh Cheng-peng /  Peng Hsien-yin derrotaron en la final a  Thomas Fabbiano /  Dudi Sela, 5–1 ret.